# Luca Balestrieri
Luca Balestrieri (Firenze, 1953) è un dirigente d'azienda italiano, è stato presidente della piattaforma satellitare Tivùsat, attualmente è direttore della Direzione Piattaforme e distribuzione della Rai.

## Biografia
Entra in Rai nel 1986, quale assistente del presidente Enrico Manca. Nel 1992-93 elabora i primi progetti di canali tematici. Nel 1996 assieme a Carlo Sartori realizza Rai Sat 1 e Rai Sat 2, dedicati rispettivamente a cultura e programmi per bambini, diffusi in chiaro da satellite.
Nel 2007, Claudio Cappon lo nomina direttore della struttura aziendale che si occupa del digitale terrestre e rappresentante Rai in DGTVi, l'associazione delle televisioni impegnate nel passaggio al digitale..
Dal 2008 è nel Consiglio di amministrazione di Rai Way. Nel 2008 negozia per conto di Rai con Mediaset e Telecom Italia Media la costituzione di Tivù srl per la realizzazione della piattaforma satellitare gratuita Tivùsat, che diventa operativa nel 2009;. In qualità di presidente, assieme ad Alberto Sigismondi (consigliere delegato) guida la crescita di Tivùsat che diventa una delle principali piattaforme satellitari gratuite europee. Nel 2012 è confermato da Luigi Gubitosi nel CdA di Rai Way e torna a far parte del Cda di RaiNet.
Ha pubblicato saggi e articoli sui media e la comunicazione, tra i quali: "L'informazione audiovisiva. Problemi di linguaggio" (ERI, 1981); e, assieme a Luigi Mattucci, “Comunicazioni, modernizzazione e sviluppo: il caso italiano” in L'economia della relazioni. Ricchezza e occupazione nell'età post industriale a cura di Claudio de Vincenti (Laterza1997); "L'industria delle immagini" (Luiss University Press, 2016). Ha collaborato con le riviste Nuovi Argomenti, Europa/Europe, Argomenti umani.